# IC 5029
IC 5029 је спирална галаксија у сазвјежђу Микроскоп која се налази на листи објеката дубоког неба у Индекс каталогу.
Деклинација објекта је - 29° 51' 7" а ректасцензија 20h 43m 14,0s. Привидна величина (магнитуда) објекта IC 5029 износи 12,5 а фотографска магнитуда 13,3. Налази се на удаљености од 34,043 милиона парсека од Сунца. IC 5029 је још познат и под ознакама IC 5003, IC 5039, IC 5046, ESO 463-20, MCG -5-49-1, PGC 65249.